# Drymeia amurensis
Drymeia amurensis är en tvåvingeart som först beskrevs av Lavciev 1971.  Drymeia amurensis ingår i släktet Drymeia och familjen husflugor. Inga underarter finns listade i Catalogue of Life.